# Écureuil
Écureuil (französisch Eichhörnchen) ist eine Hubschrauberfamilie des Herstellers Airbus Helicopters (ehemals Aérospatiale bzw. Eurocopter). Dazu gehören die Typen:
- H125/AS 350, einmotoriges Grundmodell
- AS 355, zweimotorige Version
- H125M/AS 550, einmotorige Militärversion
- AS 555, zweimotorige Militärversion
- H130/EC130, leistungsfähigere Version